# Cosmógrafo Mayor del Virreinato del Perú
El cargo de Cosmógrafo Mayor del Virreinato del Perú fue uno que existió desde 1618 y que se mantuvo hasta después de la Independencia del Perú. Fue considerado el más importante puesto a nivel científico en el Virreinato del Perú [cita requerida] y era el encargado de la cartografía oficial.

## Historia
En sus inicios, el Cosmógrafo Mayor era el encargado de confeccionar mapas y planos. Luego, se ampliaron sus labores para dar clases de matemáticas y navegación a los marinos que pasaban un tiempo en Lima, asignándosele posteriormente la Cátedra de Prima de la Universidad de San Alberto. Se considera que desde 1680 se encargaba de confeccionar un anuario con datos astronómicos, conociéndose ejemplares de este anuario, llamado El conocimiento de los Tiempos, desde 1708. El puesto siguió existiendo después de la Independencia del Perú hasta 1873 así como el anuario, que fue cambiando de nombre a lo largo del tiempo. Empezaron en 1654 como lunarios o reportorios y se publicaron hasta 1874 como Guía política, eclesiástica y militar del Perú.
El precedente de este cargo fue el de Piloto mayor de la Casa de Contratación de Indias en España y cuyo primer titular fue Américo Vespucio. En 1924 se creó, como complemento a la labor del piloto mayor, el cargo de cosmógrafo mayor y maestro de hacer cartas siendo el primer titular el portugués Diego Ribeyro.
En el Virreinato del Perú, el primer cosmógrafo mayor fue Lucas de Quirós quien fue nombrado así en 1618 por el 12° Virrey del Perú Francisco de Borja y Aragón ante la amenaza holandesa que en 1615 había bloqueado el puerto de El Callao. El cargo fue ejercido durante 158 años por 14 individuos. Asimismo, desde fines del siglo XVIII se estableció un teniente de cosmógrafo en Arequipa.

## Cosmógrafos Mayores
- Lucas de Quirós (1618-1634)
- Francisco de Quirós (1619-1645)
- Diego de León (1645-1661).
- Francisco Ruiz Lozano (1662-1677)
- Juan Ramón Koenig (1678-1708).
- Pedro Peralta y Barnuevo (1709-1743).
- Louis Godin Charron (1744-1749).
- Juan Rehr (1750-1756).
- Francisco Antonio Cosme Bueno y Alegre (1757-1798).
- José Gabriel Moreno (1799-1809).
- José Gregorio Paredes (1810-1839).
- Eduardo Carrasco Toro (1840-1857).
- Pedro Mariano Cabello (1858-1873).
- Francisco Carrasco (1873)